# La culpa del otro
La culpa del otro es una comedia dramática española, estrenada en 1942. Fue dirigida por Ignacio F. Iquino y protagonizada, en sus principales papeles, por Luis Prendes, Mercedes Vecino e Isabel de Pomés.

## Sinopsis
Rafael, ayuda de cámara de un marqués, es acusado falsamente por el administrador de la casa, con el fin de expulsarlo y cortejar con libertad a su mujer (Mercedes Vecino), de la que está enamorado. Antes de su expulsión, Rafael, testigo casual de un robo a la caja fuerte, interviene pero es noqueado por uno de los asaltantes. Atraído por los ruidos, el marqués pilla in fraganti a los atracadores, pero muere en el tiroteo resultante. Con los atracadores huidos y el marqués muerto, solo queda Rafael en la escena del crimen, por lo que es inmediatamente inculpado del asesinato. Antes de ser prendido, se da a la fuga. Su mujer es encarcelada, y la hija que da a luz entregada a una familia amiga, que la trata como a su propia hija. Pasados unos 20 años, la hija se ha convertido en una cantante profesional (Isabel de Pomés), de la que se enamora el hijo del difunto marqués (Luis Prendes). Los enredos se suceden hasta desenmascarar al verdadero culpable y liberar de toda culpa a Rafael y su mujer.

## Reparto
- Luis Prendes como Juan Carlos, hijo del marqués.
- Isabel de Pomés como María del Carmen.
- Salvador Soler Mari como Rafael.
- Mercedes Vecino como Carolina, mujer de Rafael.
- Fernando Freyre de Andrade como Cornelio.
- Mariano Beut como Ludovico.
- Camino Garrigó como Gregoria.
- Joaquín Torrens como Atilano.

## Comentarios
Tercera y última de las tres películas estrenadas por Iquino en 1942, este filme mezcla estilos, clases sociales y ritmos narrativos en un batiburrillo que hace difícil su clasificación dentro de un género unívoco: el largometraje se abre con un número musical, la famosa copla Tatuaje, rodado en un magnífico plano secuencia de unos cinco minutos y ambientado en el mundo del hampa portuaria, sorprendente escenario que según algunas fuentes fue censurado en su época. Luego se pasa casi sin solución de continuidad a la mansión del marqués, donde se alternan las escenas costumbristas entre la servidumbre y el señor de la casa (al estilo de series como Arriba y abajo), seguidamente tiene lugar el crimen en una escena digna de cine de acción, y luego se suceden momentos melodramáticos de gran intensidad (donde brilla la eficaz Mercedes Vecino) con otros de humor rayando en el absurdo (ese detective cuyos diálogos parecen sacados de una comedia de Enrique Jardiel Poncela). La película se torna al final en un whodunit, hasta llegar a una escena final digna de Agatha Christie, en la que todos los sospechosos son reunidos hasta desvelar la identidad del culpable. Aunque el conjunto es deslabazado y algo caótico, la cinta contiene momentos de genuina emoción con otros de humor quizá menos logrado que en otros melodramas de Iquino de aquella época como Alma de Dios.